# JJ (artist)
Johannes JJ Pietsch, mest populär med artistnamnet JJ, född den 29 april 2001 i Wien, är en österrikisk-filippinsk sångare. Han vann Eurovision Song Contest 2025 i Basel när han representerade Österrike med låten "Wasted Love". Wasted Love sjungs med opera och pop, så kallat popera. 
JJs far är österrikare och hans mor från Filippinerna. Han föddes i Wien, men växte upp i Dubai där hans far arbetade med IT. JJ talar engelska, tyska och tagalog flytande men kan även arabiska och franska.
JJ gör genreöverskridande musik där han blandar opera med EDM. Han har framträtt på Wiener Staatsoper och har även deltagit i musiktävlingar på TV som The Voice UK 2020 och det österrikiska programmet Starmania 2021.
JJ identifierar sig som queer.